# Alyssum discolor
Alyssum discolor là một loài thực vật có hoa trong họ Cải. Loài này được Dudley & Hub.-Mor. mô tả khoa học đầu tiên năm 1964.